# Hypometrie
Die Hypometrie ist eine Form einer Dysmetrie, einer Störung willkürlicher Bewegungsabläufe, bei der das anvisierte Ziel nicht wie gewünscht erreicht wird, die Bewegung verlangsamt sich, ist zu kurz bemessen.
Beispiele sind bei einer neurologischen Untersuchung auffallende Ergebnisse beim Finger-Nase-Versuch und Knie-Hacken-Versuch.
Auch bei der Untersuchung der Augenbewegung spielen sogenannte Sakkaden, schnelle Blicksprünge, willkürliche Blickzielbewegungen, Kommandobewegungen, eine wichtige Rolle.
Hypometrien sind Hinweise auf eine Hirnstammschädigung und Neurodegenerative Erkrankung. So sind bei der Progressiven supranukleären Blickparese zunächst nur vertikale Sakkaden verlangsamt.